# Andrzej Grześkowiak
Andrzej Michał Grześkowiak (ur. 29 września 1955 w Poznaniu, zm. 23 kwietnia 2017 tamże) – polski piłkarz.

## Życiorys
Syn Henryka i Henryki. Karierę piłkarską zaczynał w 1970 w barwach Olimpii Poznań. W 1975 trafił do Lecha Poznań, którego zawodnikiem był w latach 1975–1977 i 1978–1982, z roczną przerwą na odbycie służby wojskowej, w ramach której trafił do Legii Warszawa. W trakcie swojej kariery w Lechu Poznań Grześkowiak rozegrał 92 mecze, w ciągu których zdobył dwie bramki. Wystąpił między innymi w historycznym meczu Lecha Poznań z niemieckim MSV Duisburg w ramach Pucharu UEFA (1978/1979). Następnie związany był jeszcze z Olimpią Poznań, karierę zawodniczą zakończył w 1986.